# Fosa (para desechos)
Una fosa es una excavación que se hace junto a un pozo para extracción de hidrocarburos con el fin de depositar en ella los desechos de perforación.
Estos desechos incluyen: ripios, fluidos, efluentes, aguas de producción y arenas de producción entre otros desechos simples, tóxicos y peligrosos que van desde neveras viejas hasta sustancias tóxicas con metales pesados y materiales radiactivos de origen natural.

## Legislación
Las Fosas pueden constituir, según las leyes de cada país, un pasivo ambiental que representa una deuda de la empresa operadora de hidrocarburos con el país y su patrimonio ambiental, pues las fosas al contener desechos tóxicos representan una amenaza para la biota silvestre, los suelos, las aguas superficiales y subterráneas, que en muchos lugares son fuentes de agua potable. 
En países como Venezuela, la legislación señala que el generador de desechos es responsable de estos de modo imperecedero, es decir, mientras los desechos existan el generador debe responder por todas las consecuencias que su manejo, tratamiento y disposición final impliquen, así una fosa sin recuperación requiere que la empresa invierta dinero para su restauración, para saldar la deuda, por ello es un "pasivo ambiental".
- Datos: Q5864303